# Bambusa jaintiana
Bambusa jaintiana là một loài thực vật có hoa trong họ Hòa thảo. Loài này được R.B.Majumdar mô tả khoa học đầu tiên năm 1989.